# Новый Свет (заказник)
«Новый Свет» (укр. «Новий Світ», крымскотат. «Novıy Svet», «Новый Свет») — ботанический заказник республиканского значения, расположенный вокруг одноименного посёлка, на территории Судакского горсовета (Крым). Площадь — 470 га. Землепользователь — Судакское государственное лесоохотничье хозяйство.

## История
Заказник основан в 1974 году Постановлением Совета Министров УССР от 28.10.74 г. № 500, на базе памятника природы местного значения, созданного в 1921 году.

## Описание

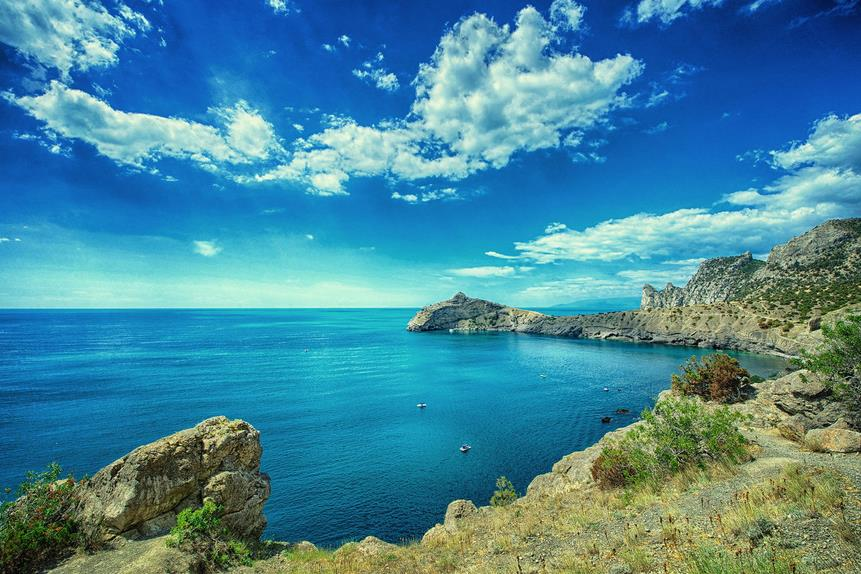
Синяя бухта, расположенная между мысами Плоский и Пещерный

Ботанический заказник «Новый Свет» расположенный вокруг одноименного посёлка, на востоке простираясь до города Судак и на западе — реки Кутлак, на берегу трёх бухт (указаны с востока на запад): Зелёная (Судак-Лиман, Лисья), Синяя (Разбойничьей) и Голубая (Делилиманской).
На территории заказника расположены два грота: Голицына на мысе Плоский и Сквозной на мысе Пещерный, что западнее посёлка Новый Свет; далее ещё западнее посёлка расположены гора Караул-Оба (Караульная вершина, Сторожевая гора) (341.9 м), крепость Кутлак, урочище Караул-Оба, где есть автокемпинг, и мыс Чикен; восточнее Нового Света — гора Сокол (Куш-Кая) (473.8 м). Также есть ещё несколько гор: Коба-Кая (Пещерная скала), Сандык-Кая (Каменный лоб), Сыхтлар и Куш-Кая (Птичья скала).
Одна из экологических троп — Голицынская — позволяет увидеть практически все достопримечательности заказника «Новый Свет». Она берёт своё начало в Новом Свете на берегу Зелёной бухты, затем огибает гору Коба-Кая, в недрах который находится грот Голицына, потом идёт вдоль Синей и Голубой бухт, заканчивается у Сквозного грота. Другая тропа берёт начало западнее посёлка Новый Свет и огибает гору Караул-Оба.

## Природа

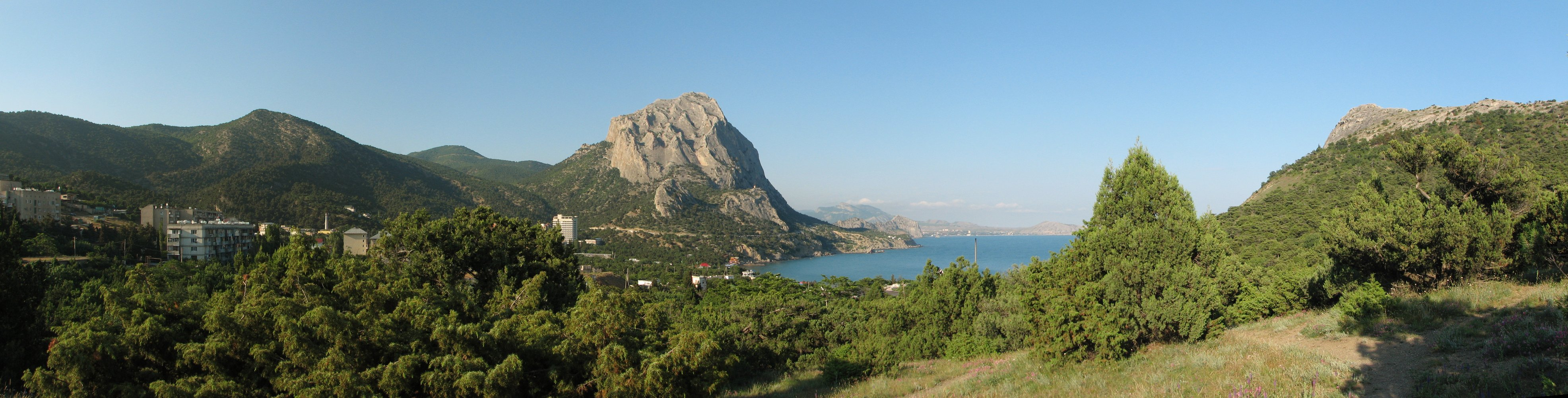
Реликтовое можжевеловое редколесье

Особенностью природы заказника являются реликтовые рощи древовидного можжевельника колючего (Juniperus oxycedrus) и эндемик сосна Станкевича (Pinus stankewiczii sukacz. Fomin), а также множество деревьев фисташки туполистной (Pistacia atlantica subsp. mutica). В заказнике насчитывается около 5000 экземпляров сосны Станкевича, некоторые из них достигают 200-250-летнего возраста. Из травянистых растений здесь произрастают асфоделина жёлтая (Asphodeline lutea), лимодорум недоразвитый (Limodorum abortivum (L.) Sw.), ковыль камнелюбивый (Stipa lithophila), крокус сузианский (Crocus susianus), тюльпан двуцветковый (Tūlipa biflōra) и прочие.
Асфоделина жёлтая, ковыль камнелюбивый, можжевельник колючий, сосна Станкевича, тюльпан двуцветковый занесёны в Красную книгу Украины. Лимодорум недоразвитый занесён в Красную книгу России. Всего в заказнике зафиксировано 20 видов редко встречающихся и исчезающих в Крыму, 18 эндемичных видов растений, 16 разновидностей внесены в Красные книги.